# Беспалов Іван Миколайович
Іван Миколайович Беспа́лов (нар. 11 вересня 1908, Камінь — пом. 2 травня 1995, Камінь-на-Обі) — український живописець; член Спілки художників України.

## Біографія
Народився 11 вересня 1908 року в селі Камені (тепер місто Камінь-на-Обі, Алтайський край, Росія). 1932 року закінчив Омський художньо-педагогічний технікум. У 1932—1937 роках навчався в Одеському художньому училищі (викладачі Юлій Бершадський, Олексій Шовкуненко, Леонід Мучник). Протягом 1937—1946 років навчався на живописному факультеті в Інституті живопису, скульптури й архітектури у Ленінграді (викладачі Віктор Орешников, Юрій Непринцев, Олександр Сегал, Михайло Бобишов). Дипломна робота — оформлення опери «Псков'янка» Миколи Римського-Корсакова (керівник Михайло Бобишов; Музей Російської академії мистецтв, Санкт-Петербург). Член ВКП(б) з 1944 року.
З 1946 по 1975 рік викладав спеціальні дисципліни у живописному відділенні Одеського художнього училища. Жив в Одесі, в будинку на вулиці Карла Маркса № 76, квартира 4. Помер в Камені-на-Обі 2 травня 1995 року.

## Творчість
Працював в галузі станкового живопису. Автор жанрових сюжетно-тематичних картин і портретів. Прихильник соцреалізму. Серед робіт:
- «Моряки — герої оборони Одеси» (1949);
- «На Червоній площі» (1952, разом з І. Ф. Турським);
- портрет двічі Героя Соціалістичної Праці Макара Посмітного (1960);
- груповий портрет колгоспників артілі імені XXI з'їзду КПРС, Героїв Соціалістичної Праці (1960);
- «Ланка депутата Верховної Ради УРСР Н. Лонгової» (1965);
- портрет двічі Героя Соціалістичної Праці Павла Ведути (1967);
- «В. І. Ленін проголошує радянську владу» (1968).

Оформив як художник-постановник
опери
- «Пікова дама» Петра Чайковського (1941);
- «Псков'янка» Миколи Римського-Корсакова (1946);

вистави
- «Заколот» Дмитра Фурманова (1942);
- «Фронт» Олександра Корнійчука (1947).

Брав участь у республіканських виставках з 1947 року, зарубіжних з 1965 року, зокрема у:
- 9-й українській художній виставці у 1948 році;
- виставці, присвяченій 300-річчю возз'єднання України з Росією у 1954 році;
- обласних художніх виставках в Одесі у 1955 та 1960 роках;
- ювілейній художній виставці УРСР у 1957 році в Києві[1].

Твори  художника зберігаються в Одеському художньому музеї, фондах Міністерсьва культури України.